# 莱昂斯 (纽约州)
莱昂斯（Lyons）是美国纽约州韦恩县的一个镇。2010年人口普查，人口为5682人。 它以法国里昂（Lyon）命名。
莱昂斯镇位于该县的中南部，还有一个名叫里昂的村落。它位于伊利运河沿岸，是韦恩县的县城。